# 东北五校
东北五校，一般指中国东北地区实力最高、知名度最高的顶尖高等学府。因为这五所学校在东北地区的影响力，并且经常一起举行毕业生联合招聘会，合称东北五校。五所大学分别位于东北三省。其中其中黑龙江省、辽宁省各两所、吉林省一所。五所大学均为211工程建设高校，其中四所为985工程建设高校。

## 东北五校
- 黑龙江省：
  - 哈尔滨工业大学，位于黑龙江省会哈尔滨市，985工程和211工程
  - 哈尔滨工程大学，位于黑龙江省会哈尔滨市，211工程
- 辽宁省：
  - 东北大学，位于辽宁省省会沈阳市，985工程和211工程
  - 大连理工大学，位于辽宁省大连市，985工程和211工程
- 吉林省：
  - 吉林大学，位于吉林省省会长春市，985工程和211工程